# Gräfenhainichen
Gräfenhainichen é uma cidade da Alemanha localizada no distrito de Wittenberg, estado de Saxônia-Anhalt.
Pertence ao Verwaltungsgemeinschaft de Tor zur Dübener Heide.